# Cvetko (ime)
Cvetko je moško osebno ime.

## Izvor imena
Ime Cvetko je slovenska različica imena Florjan. Ime se povezuje s samostalnikom cvet oziroma glagolom cveteti.

## Izpeljanke imena
Cvetan, Cvetin, Cveto, Cvetigoj, Cvetoslav, Cvetozar

## Pogostost imena
Po podatkih Statističnega urada Republike Slovenije je bilo na dan 31. decembra 2007 v Sloveniji število moških oseb z imenom Cvetko:775. Med vsemi moškimi imeni pa je ime Cvetko po pogostosti uporabe uvrščeno na 189 mesto.

## Osebni praznik
V koledarju je ime Cvetko uvrščeno k imenu Florjan, god praznuje 4. maja.

## Znane osebe
Cvetko Golar (pesnik in pisatelj), Cvetko Zagorski (književnik in prevajalec)

## Izpeljava priimkov
Iz imena Cvetko je nastalo tudi več priimkov npr.: Cvetko in Cvetan